# 東南軍政長官公署

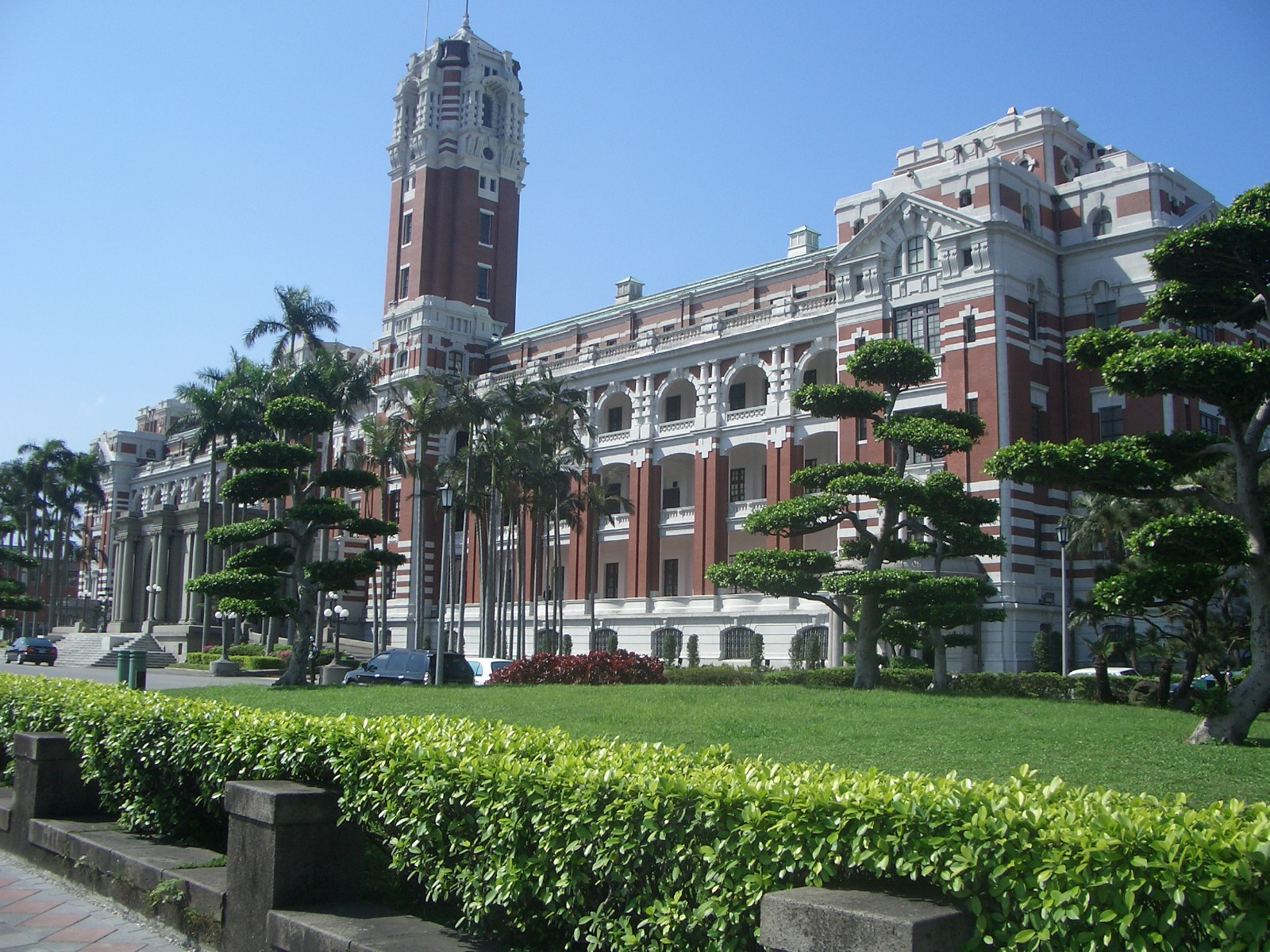
東南軍政長官公署辦公處介壽館，今日中華民國總統府

東南軍政長官公署（1949年8月15日－1950年3月31日），是中華民國國防部曾經設於臺北市介壽館（今總統府廳舍）的中華民國軍政單位。

## 成立經過

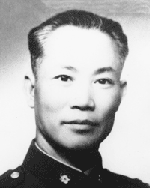
東南軍政長官陳誠

1949年6月21日至6月30日，蔣介石為處理上海失陷後的局面，於臺北召開「東南區軍事會議」，決定成立東南軍政長官公署，並分設陸海空軍聯席會議與政務委員會，以統一指揮台灣省、福建省、浙江省、江蘇省軍政事務；中國國民黨中央非常委員會東南分會成立，代行中國國民黨中央委員會職權:5-6。會議確立台灣防衛，將台灣與嵊泗列島、舟山群島、福州、廈門整體防禦:6。
7月18日，經行政院會議通過，落實設置「東南軍政長官公署」，再經中國國民黨中央非常委員會追認。8月15日，東南軍政長官公署成立，新任長官陳誠就職:236，由臺灣省政府（今行政院廳舍所在地）遷入趕工修復完成的「介壽館」辦公。9月1日，陳誠正式就任東南軍政長官，林蔚、郭寄嶠、羅卓英、郭懺、孫立人、湯恩伯等六人則分任東南軍政副長官。東南軍政長官公署設於介壽館，原計劃下轄江蘇、浙江、福建、臺灣四省及海南特別行政區；但海南始終未受東南軍政長官公署管轄而改入華南軍政長官公署，故最終實際下轄江蘇、浙江、福建、臺灣四省。东南军政长官公署下设政务委员会与陆海空军联席公议，分负政治与军事方面的决策与执行，同由陈诚分别兼任委员会主任与联席会议主席。
1949年底，國防部隨同中華民國政府從重庆撤至臺北。東南軍政長官公署的任務併入行政院及參謀本部，乃於1950年3月15日撤銷。其軍事業務劃歸參謀本部。陳诚專任行政院長的工作，不再負責軍事業務。參謀長張秉鈞及3位副參謀長入參謀本部為安插東南軍政長官公署及從大陸撤退來臺的高階軍官而設立的「戰略計劃委員會」做委員，繼續負責臺灣防衛作戰計畫的研究。

## 组织机构
- 長官陈诚
- 副長官：林蔚中將主管行政及人事，郭寄嶠中將主管作戰，羅卓英中將主管後勤。后增加3位副司令长官：郭忏、孙立人、汤恩伯分别主管舟山指挥部、台湾防卫司令部及福州绥靖公署。
- 參謀長張秉鈞中將
- 副參謀長：楊業孔陸軍中將，趙國標空軍上校，杨元忠海军少将（原驻廣州的海軍第四軍區司令）
- 秘书长袁守謙
- 行政（總務）處
- 人事處
- 情報處
- 作戰處
- 後勤處
- 训练处
- 军法处
- 预算财务处
- 陆海空军联合作战指挥办公室
- 政治部
- 情报通信指挥部
- 东南海航务委员会
- 敌后军政指导委员会
- 东南区点编委员会
- 政务委员会职责为监督、指挥辖区内政治经济之措施，考核、奖惩辖区内之行政官吏，监督、指导“行政院”各部会驻辖区内之附属机关，筹划制订辖区内政治、经济、文化、土地之改革方案等。委员会下设政务、经济、文教、土地四处，分由徐鼐、尹仲容、刘业明、连震东任处长。

## 影響
東南軍政長官公署成立，增加臺灣省政府主席陳誠原有的東南區黨、政、軍、財大權，反映在整建中國大陸撤臺軍隊（為時任臺灣防衛司令部司令孫立人整編）與指揮東南區戰事（金門戰役與舟山登步島之役）上。1949年12月7日，中華民國行政院遷臺搬入介壽館後，東南軍政長官公署與行政院角色及功能日益融合。
1950年3月1日，蔣介石宣佈「復行視事」，並發表文告，說明進退出處：一惟國民之公意是從，當此危急存亡之日，受全體軍民同胞責望之切，已無推諉責任之可能，乃決定復職，繼續為反共復國而奮鬥:63。蔣於復行視事後首次與中央委員及民意代表交換完成戡亂建國事業之意見，揭示施政重點:63。3月15日，蔣核定國防機構系統，撤銷東南軍政長官公署:64。3月31日，東南軍政長官公署正式撤銷，人員與業務多轉移總統府及行政院。

### 引用
1. 1 2  （亞洲大學通識教育中心兼任助理教授）陳亮州. . 《檔案季刊》12卷2期（2013年6月）.
2. ↑  蔣經國. . . 台北: 正中書局. 1988.
3. 1 2 3  陳雷 等 編著，《蔣介石先生年表》，台北：傳記文學出版社，1978年6月1日